# Amiantus (Toreut)
Amiantus war ein antiker römischer Toreut (Metallbildner), der im 1. Jahrhundert in Rom tätig war.
Amiantus ist nur noch aufgrund einer Grabinschrift bekannt, die sich heute in den Kapitolinischen Museen befindet:

## Einzelbelege
1. ↑  CIL 6, 4328

| Personendaten    | Personendaten                              |
| ---------------- | ------------------------------------------ |
| NAME             | Amiantus                                   |
| KURZBESCHREIBUNG | antiker römischer Toreut                   |
| GEBURTSDATUM     | 1. Jahrhundert v. Chr. oder 1. Jahrhundert |
| STERBEDATUM      | 1. Jahrhundert oder 2. Jahrhundert         |